# Emirdağ
Emirdağ là một huyện thuộc tỉnh Afyonkarahisar, Thổ Nhĩ Kỳ. Huyện có diện tích 2048 km² và dân số thời điểm năm 2007 là 46199 người, mật độ 23 người/km².